# Mario Levi
Mario Levi (Istanbul, 25 febbraio 1957 – Istanbul, 31 gennaio 2024) è stato uno scrittore turco di origine ebraica, molto famoso in patria per le sue opere.

## Biografia
Mario Levi nacque a Istanbul il 25 febbraio 1957 in una famiglia ebraica sefardita.
Si diplomò presso il Lycée Français Saint-Michel nel 1975 e si laureò presso il dipartimento di filologia francese della facoltà di letteratura dell'Università di Istanbul nel 1980.
In Italia furono tradotti solo Istanbul era una favola (Istanbul Bir masaldı) e La nostra più bella storia d'amore (En Güzel Aşk Hikayemiz), editi da Baldini Castoldi Dalai editore.
Morì a Istanbul il 31 gennaio 2024, meno di un mese prima di compiere 67 anni.

## Opere
- 1986 - Bir Yalnız Adam: Jacques Brel
- 1990 - Bir Şehre Gidememek
- 1991 - Madam Floridis Dönmeyebilir
- 1992 - La nostra più bella storia d'amore (En Güzel Aşk Hikâyemiz)
- 1999 - Istanbul era una favola (İstanbul Bir Masaldı)
- 2005 - Lunapark Kapandı
- 2005 - Bir Yaz Yağmuruydu
- 2009 - Karanlık Çökerken Neredeydiniz?
- 2010 - İçimdeki İstanbul Fotoğrafları
- 2013 - Size Pandispanya Yaptım
- 2015 - Bu Oyunda Gitmek Vardı
- 2016 - Bir Cümlelik Aşklar